# Arthur Sze
Pour les articles homonymes, voir Sze.
Arthur Sze, né le 1er décembre 1950 à New York, est un poète, traducteur et directeur de publication, américain, professeur émérite à l'Institute of American Indian Arts (en) à Santa Fe. C'est le premier Poète lauréat de Santa Fe (Nouveau Mexique). 

## Biographie

### Jeunesse et formation
Arthur Sze est le fils de Morgan Sze, un ingénieur chimiste, et d'Agnes Lin Sze, une artiste peintre.
Après ses études secondaires, il entre à l'université de Californie à Berkeley où il obtient en 1972 le Bachelor of Arts (licence), il est le premier  étudiant d'origine chinoise à être diplômé de Berkeley.

### Carrière
Il devient conseiller honoraire de l'Asian American Writer's Workshop (AAWW).
Arthur Sze a enseigné dans divers établissements universitaires : l'université de Washington de Saint Louis, le Mary Baldwin College (en), l'université Brown, le Bard College, le Naropa Institute (en) avant de rejoindre le corps professoral de l'Institute of American Indian Arts,,.
Les articles et poèmes d'Arthur Sze sont régulièrement publiés dans des revues et des magazines tels que The New York Times Magazine, Poetry, the Kenyon Review
En 2006, il est nommé premier Poète lauréat de la ville de Santa Fe. 
Ses recueils de poèmes sont traduits en une dizaine de langues italien, turc, chinois, albanais, néerlandais, roumain, etc.

### Vie personnelle
Arthur Sze est l'époux de la poète et romancière Carol Moldaw (en), ils ont deux enfants Micah et Sarah.
Arthur Sze vit  à Santa Fe (Nouveau Mexique) avec son épouse,.

## Œuvres

### Recueils de poésie
- (en) Dazzled, Floating Island Publisher, 1er décembre 1982, 53 p. (ISBN 978-0-912449-07-4),
- (en) River river, Lost Roads Publishers, 1987, 68 p. (ISBN 978-0-918786-35-7, lire en ligne),
- (en) Archipelago, Copper Canyon Press, 1er juin 1995, 100 p. (ISBN 978-1-55659-100-6, lire en ligne)[15],
- (en) The Redshifting Web : New & Selected Poems, Copper Canyon Press, 1er mai 1998, 250 p. (ISBN 978-1-55659-088-7)[16],
- (en) Quipu, Copper Canyon Press, 1er septembre 2005, 88 p. (ISBN 978-1-55659-226-3, lire en ligne),
- (en) The Ginkgo Light, Copper Canyon Press, 1er juin 2009, 84 p. (ISBN 978-1-55659-299-7, lire en ligne),
- (en) Compass Rose, Port Townsend (Wash.), Copper Canyon Press, 1er juillet 2014, 68 p. (ISBN 978-1-55659-467-0);
- (en) Sight Lines, Copper Canyon Press, 9 avril 2019, 80 p. (ISBN 978-1-55659-559-2)[17],

### Éditeur
- (en) Chinese Writers on Writing, Trinity University Press, 2010, 23 mars 2010 (ISBN 978-1-59534-063-4),

### Traductions du chinois en américain
- (en) The Willow Wind, Tooth of Time Books, 1er juin 1981, 80 p. (ISBN 978-0-940510-00-5, lire en ligne),
- (en) Two Ravens, Tooth of Time Books, août 1984, 80 p. (ISBN 978-0-940510-09-8, lire en ligne),
- (en) Silk Dragon : Translations from the Chinese, Copper Canyon Press, 1er juin 2001, 108 p. (ISBN 978-1-55659-153-2, lire en ligne),

## Prix et Distinctions
- 1982 : boursier du National Endowment for the Arts[18].
- 1995 : lauréat du Lannan Literary Award[19],
- 1996 : lauréat de l'American Book Award[20],
- 1997 : boursier de la Fondation John Simon Guggenheim[21],
- 1997 : lauréat du Lila Wallace-Reader’s Digest Writers’ Award[22],
- 2012 : élection au poste de chancelier de l'Academy of American Poets[5],
- 2013 : lauréat du Jackson Poetry Prize[23],
- 2017 : élu membre de American Academy of Arts & Sciences[24],
- 2019 : lauréat du National Book Award, catégorie poésie, pour son recueil Sight Lines[25].